# Rete 7 (Emilia-Romagna)
Rete 7  è stata un'emittente televisiva locale di Bologna trasmessa in Emilia-Romagna dal 1983 al 1998, quando è confluita nel circuito È TV.

## Storia
L'idea del canale nacque da Dante Zucchini in seno ad una riunione del Partito Comunista Italiano a Bologna. Nel 1985 l'emittente divenne di proprietà di una cooperativa che concentrò la programmazione sull'informazione locale con due edizioni giornaliere del telegiornale. Nel corso degli anni vennero aggiunti documentari e film, oltre a rubriche interamente dedicate alle Festa de l'Unità.
Venne acquisita da Coop Adriatica che nel 1998 l'ha venduta all'imprenditore Giuseppe Gazzoni Frascara.